# لاري هيوز (سياسي)
لاري هيوز (بالإنجليزية: Larry Hughes)‏ هو سياسي أمريكي، ولد في 18 سبتمبر 1931، وتوفي في 1 سبتمبر 2000 بريفرسايد في الولايات المتحدة. حزبياً، نشط في الحزب الجمهوري. وقد انتخب عضو مجلس نواب أوهايو.